# Dorota Siudek
Dorota Siudek (nome de solteira: Zagórska; Cracóvia, 9 de setembro de 1975) é uma ex-patinadora artística polonesa. Ela conquistou com Mariusz Siudek uma medalha de bronze em campeonatos mundiais, duas medalhas de prata e duas de bronze em campeonatos europeus e foi nove vezes campeã do campeonato nacional polonês. Siudek e Siudek disputaram os Jogos Olímpicos de Inverno de 1998, 2002 e 2006, onde terminaram na décima, sétima e nona posição, respectivamente.

## Principais resultados

### Duplas

#### Com Mariusz Siudek
| Resultados | Resultados      | Resultados      | Resultados      | Resultados        | Resultados        | Resultados        | Resultados        | Resultados        | Resultados        | Resultados        | Resultados        | Resultados        | Resultados        |
| Internacional | Internacional   | Internacional   | Internacional   | Internacional     | Internacional     | Internacional     | Internacional     | Internacional     | Internacional     | Internacional     | Internacional     | Internacional     | Internacional     |
| Evento/Temporada | 1994– 1995      | 1995– 1996      | 1996– 1997      | 1997– 1998        | 1998– 1999        | 1999– 2000        | 2000– 2001        | 2001– 2002        | 2002– 2003        | 2003– 2004        | 2004– 2005        | 2005– 2006        | 2006– 2007        |
| --- | --------------- | --------------- | --------------- | ----------------- | ----------------- | ----------------- | ----------------- | ----------------- | ----------------- | ----------------- | ----------------- | ----------------- | ----------------- |
| Jogos Olímpicos |                 |                 |                 | 10.ª              |                   |                   |                   | 7.ª               |                   |                   |                   | 9.ª               |                   |
| Campeonato Mundial | 16.ª            | 13.ª            | 8.ª             | 5.ª               | Medalha de bronze | 5.ª               | 6.ª               | 6.ª               | 7.ª               | 6.ª               | 7.ª               | 9.ª               | WD                |
| Campeonato Europeu | 9.ª             | 6.ª             | 7.ª             | 4.ª               | Medalha de prata  | Medalha de prata  | WD                | 4.ª               | 4.ª               | Medalha de bronze |                   | 5.ª               | Medalha de bronze |
| GP Grand Prix Final |                 |                 |                 |                   |                   |                   | 4.ª               |                   | 5.ª               |                   |                   |                   |                   |
| GP Bofrost Cup on Ice |                 |                 | 6.ª             |                   |                   | 4.ª               |                   |                   | Medalha de bronze |                   |                   |                   |                   |
| GP Cup of China |                 |                 |                 |                   |                   |                   |                   |                   |                   | 4.ª               |                   | Medalha de bronze | 5.ª               |
| GP Cup of Russia |                 |                 | 6.ª             | 4.ª               | 4.ª               |                   | Medalha de bronze | 4.ª               | 4.ª               |                   | WD                | Medalha de bronze | 4.ª               |
| GP NHK Trophy |                 |                 | 7.ª             |                   |                   | Medalha de bronze |                   | Medalha de bronze | Medalha de prata  | Medalha de bronze | Medalha de bronze |                   |                   |
| GP Skate America |                 |                 |                 |                   |                   |                   |                   |                   |                   |                   |                   |                   | Medalha de prata  |
| GP Skate Canada International                                                                                             |                 |                 |                 | 4.ª               |                   |                   | 4.ª               |                   |                   | Medalha de bronze | Medalha de bronze |                   |                   |
| GP Trophée Lalique |                 | 8.ª             |                 |                   |                   | Medalha de bronze | 5.ª               | WD                |                   |                   |                   |                   |                   |
| Jogos da Boa Vontade |                 |                 |                 | Medalha de bronze |                   |                   |                   | Medalha de prata  |                   |                   |                   |                   |                   |
| Ondrej Nepela Memorial |                 |                 |                 | Medalha de ouro   |                   |                   | Medalha de ouro   |                   |                   |                   |                   |                   |                   |
| Nebelhorn Trophy |                 | 4.ª             |                 | 4.ª               |                   |                   |                   |                   |                   |                   |                   |                   |                   |
| Skate Israel |                 | 6.ª             |                 |                   | Medalha de ouro   |                   |                   |                   |                   |                   |                   |                   |                   |
| PFSA Trophy |                 |                 | Medalha de ouro |                   |                   |                   |                   |                   |                   |                   |                   |                   |                   |
| Nacional |                 |                 |                 |                   |                   |                   |                   |                   |                   |                   |                   |                   |                   |
| Campeonato Polonês | Medalha de ouro | Medalha de ouro | Medalha de ouro | Medalha de ouro   | Medalha de ouro   | Medalha de ouro   |                   | Medalha de ouro   | Medalha de ouro   | Medalha de ouro   |                   |                   |                   |
| |                 |                 |                 |                   |                   |                   |                   |                   |                   |                   |                   |                   |                   |
| Legenda: GP = Grand Prix; WD = Abandonou; Competição não foi disputada nesta temporada; Competição não fez parte do GP/CS |                 |                 |                 |                   |                   |                   |                   |                   |                   |                   |                   |                   |                   |

#### Com Janusz Komendera
| Resultados         | Resultados       | Resultados    | Resultados    | Resultados    | Resultados    | Resultados    | Resultados    | Resultados    | Resultados    | Resultados    | Resultados    | Resultados    | Resultados    |
| Internacional      | Internacional    | Internacional | Internacional | Internacional | Internacional | Internacional | Internacional | Internacional | Internacional | Internacional | Internacional | Internacional | Internacional |
| Evento/Temporada   | 1993– 1994       |               |               |               |               |               |               |               |               |               |               |               |               |
| ------------------ | ---------------- | ------------- | ------------- | ------------- | ------------- | ------------- | ------------- | ------------- | ------------- | ------------- | ------------- | ------------- | ------------- |
| Campeonato Europeu | 18.ª             |               |               |               |               |               |               |               |               |               |               |               |               |
| Nacional           |                  |               |               |               |               |               |               |               |               |               |               |               |               |
| Campeonato Polonês | Medalha de prata |               |               |               |               |               |               |               |               |               |               |               |               |
|                    |                  |               |               |               |               |               |               |               |               |               |               |               |               |